# Патриция Калефато
Патриция Калефато (на италиански: Patrizia Calefato, р. 26 ноември 1954 г., Бари, Италия) e италианска семиотичка, авторитет по семиотика на модата и културата на тялото.

## Биография
Патриция Калефато е научен сътрудник (1984) и професор (2002) в Университета „Алдо Моро“ в Бари. Преподава социолингвистика, лингвистична информатика и социо-антропологичен анализ на модата.
Вицепрезидент на Италианската асоциация за семиотични изследвания (на италиански: Associazione Italiana di Studi semiotici (AISS)) (1998 – 2002). Вицепрезидент на Италианското общество за литература (на италиански: Società Italiana delle Letterate (SIL)) (2000 – 2002). Вицепрезидент на Италианската асоциация за изследвания на модата (на италиански: Associazione Italiana Studi di Moda (MISA)) (2013– ).
Член е на редакционните съвети на списанията Fashion Theory: The Journal of Dress, Body & Culture (издателство Berg) и Lectora. Revista de dones i textualitat (Барселона). Отговорен редактор е на поредиците Culture, segni, comunicazione на издателство „Progedit“ (Бари) (2007– ), Scienze del linguaggio e dei segni на издателство „Graphis“ (Бари) (1997 – 2012), Sui confini delle differenze на издателство „Palomar“ (Бари) (1999 – 2003) и Fashion на издателство „Meltemi“ (Рим) (2004 – 2010).
Гост професор в Университета на Валенсия (1993), Хелзинкския университет (2002), Университета „Комплутенсе“ в Мадрид (2005) и Стокхолмския университет (2010– ).

## Патриция Калефато в България
Патриция Калефато участва в работата на Деветата международна ранноесенна школа по семиотика на Нов български университет (септември 2003), организирана от Югоизточноевропейския център за семиотични изследвания на НБУ в София.

### Монографии
- 1994 – Europa Fenicia: Identità linguistica, comunità, linguaggio come pratica sociale. Milano: FrancoAngeli, ISBN 88-204-8491-9
- (в съавторство с Аугусто Понцио и Сузан Петрили) 1994 – Fondamenti di filosofia del linguaggio. vol. 1, Roma-Bari: Editori Laterza, ISBN 88-420-4446-6
- 1999 – Moda corpo mito. Roma: Castelvecchi, ISBN 88-8210-137-1
- 1999 – Moda e cinema. Macchine di senso/ scritture del corpo. Ancona-Milano: Costa & Nolan, ISBN 88-7648-361-6
- 2001 – Lingua e discorso sociale. Bari: B.A.Graphis, ISBN 88-86864-57-4
- 2002 – El sentido del vestir. Valencia: Engloba, ISBN 84-932630-2-8
- 2002 – Moda y cine. Valencia: Engloba, ISBN 84-932630-4-4
- 2002 – Segni di moda. Bari: Palomar, ISBN 88-87467-92-7
- 2002 – Sociosemiotica. Bari: B.A.Graphis, ISBN 88-86864-08-6
- (в съавторство със Сузан Петрили) 2003 – Logica, dialogica, ideologica. I segni tra funzionalità edeccedenza. Milano: Mimesis Edizioni, ISBN 88-8483-162-8
- (в съавторство с П. Вали и Б. Барзини) 2003 – Discipline della moda. Napoli: Liguori, ISBN 88-207-3478-8
- 2003 – Lusso. Roma: Meltemi, ISBN 88-8353-255-4
- 2004 – Nel linguaggio. Roma: Meltemi express, ISBN 88-7881-000-2
- 2004 – The Clothed Body. Oxford, Berg, ISBN 1-85973-800-1
- 2006 – Che nome sei? Nomi, marchi, tag, nick, etichette e altri segni. Roma: Meltemi, ISBN 88-8353-504-9
- (в съавторство с Аугусто Понцио и Сузан Петрили) 2006 – Con Roland Barthes alle sorgenti del senso. Roma: Meltemi, ISBN 88-8353-458-1
- 2007 – Mass moda. Roma, Meltemi, ISBN 978-88-8353-548-2
- (в съавторство с Антонела Джаноне) 2007 – Manuale di comunicazione, sociologia e cultura della moda, vol. V, Performance. Roma: Meltemi Editore, ISBN 978-88-8353-592-5
- 2008 – Sociosemiotica 2.0. vol. 1, ISBN 978-88-7581-094-8
- 2009 – Gli intramontabili. Mode, persone, oggetti che restano. vol. 1, Roma: Meltemi, ISBN 978-88-8353-693-9
- 2011 – La moda oltre la moda. Milano: Lupetti – Editori di comunicazione, ISBN 978-88-8391-344-0
- 2011 – Metamorfosi della scrittura. dalla pagina al web. vol. 1, Bari: Progedit, ISBN 978-88-6194-103-8

### Други по-важни публикации (след 2000 г.)
На английски
- „Across the Borders of Fashion and Music. The Clothed Body and the Senses“ Архив на оригинала от 2013-06-14 в Wayback Machine.. – Anglistica.
- „Body and Beauty“. – В: Berg Encyclopedia of World Dress and Fashion: Volume 8 – West Europe. Edited by Joanne B. Eicher. Oxford: Berg Publishers: Part of the Berg Fashion Library (2010): 487 – 495 (transl. by Sveva Scaramuzzi). Part of the Berg Fashion Library (2010).
- „Fashion as cultural translation: knowledge, constrictions and transgressions on/of the female body“. – Social Semiotics, 20: 4, 343 – 355.
- „Language and Fashion. From the name of God to the power of the brand“. – Over Kleding en Kunst, Jan Brand, Catelijne de Muijnk eds., Arnhem, Artez, 2009, pp. 126 – 136.
- „Language in social reproduction: sociolinguistics and sociosemiotics“. – Sign System Studies, vol. 37 (1/2), 2009, pp. 43 – 81.
- „The angel of fashion“. – Vestoj, n. 1, 2009, pp. 137 – 143.
- „Fashion as Sign System“. – В: The Power of Fashion, J. Brand, J. Teunissen, in coop. with A. van der Zwaag, editors, Arnhem, Terra ArtEZ Press, 2006.
- „Light my fire: Fashion and Music“. – Semiotica 136 1 / 4, 2001, pp. 491 – 503.

На испански
- deSignis 12, publicación de la Federación Latinoamericana de Semiótica (FELS), Traducción/Género/Poscolonialismo, Coordinadoras: Patrizia Calefato y Pilar Godayol, La Crujía, Buenos Aires, 2008.
- „Semiótica del uniforme“. – Exit 27, Madrid, Olivares, 2007, pp. 22 – 39.
- „La escritura/lectura electrónica en la plaza de la red“. – Textualidades electrónicas, ed. Laura Borras Castanyer, Barcelona, Editorial UOC, 2005, pp. 115 – 127.
- „El cuerpo vestido, los sentidos y la escritura: entre la moda y el cine“. – DeSigniS N°1 Barcelona, Gedisa, octubre 2001, pp. 213 – 224.

На немски
- „Semiotik der Kleidung“. – Zeitschrift für Semiotik (съредактор на броя заедно с Антонела Джаноне и Дейвид Мосбах), Band 27, Heft 3, Tübingen, Stauffenburg Verlag, 2005.

На португалски
- Fundamentos de Filosofia da Linguagem (в съавторство с Аугусто Понцио и Сузан Петрили), Rio de Janeiro, Vozes, 2007.

На руски
- „Роскошь, элегантность, изысканность“. – Новое литератүрное обозрение, Теория моды 12, лето 2009, pp. 9 – 26 (Москва).

На френски
- „Le nom de l’accessoire“. – В: Access to Accessory, Haute école d’arts appliquée. Géneve, Geneva University of Design, pp. 32 – 35.